# Liste des Premiers ministres du Queensland
Avant les années 1890, il n'y avait pas de partis politiques officiels au Queensland. Les affiliations avant cette date ne sont donc données qu'à titre approximatif.

## Liste des Premiers ministres
| No.  | Portrait         | Nom                                                    | Élection                           | Mandat            | Mandat            | Mandat              | Parti politique        | Circonscription électorale |
| No.  | Portrait         | Nom                                                    | Élection                           | Début de mandat   | Fin de mandat     | Durée de mandat     | Parti politique        | Circonscription électorale |
| ---- | ---------------- | ------------------------------------------------------ | ---------------------------------- | ----------------- | ----------------- | ------------------- | ---------------------- | -------------------------- |
| 1    |                  | Robert Herbert                                         | 1860 1863                          | 10 Décembre 1859  | 1 Février 1866    | 6 ans, 53 jours     | Apparenté Conservateur | Leichhardt                 |
| 2    |                  | Arthur Macalister                                      | —                                  | 1 Février 1866    | 20 Juillet 1866   | 169 jours           | Indépendant            | Ipswich                    |
| (1)  |                  | Robert Herbert                                         | —                                  | 20 Juillet 1866   | 7 Aout 1866       | 18 jours            | Apparenté Conservateur | West Moreton               |
| (2)  |                  | Arthur Macalister                                      | —                                  | 7 Aout 1866       | 15 Aout 1867      | 1 an, 8 jours       | Indépendant            | Ipswich                    |
| 3    |                  | Robert Mackenzie                                       | 1867                               | 15 Aout 1867      | 25 Novembre 1868  | 1 an, 102 jours     | Apparenté Conservateur | Burnett                    |
| 4    |                  | Charles Lilley                                         | 1868                               | 25 Novembre 1868  | 2 Mai 1870        | 1 an, 158 jours     | Indépendant            | Hamlet of Fortitude Valley |
| 5    |                  | Arthur Hunter Palmer                                   | 1870 1871                          | 3 Mai 1870        | 7 Janvier 1874    | 3 ans, 249 jours    | Apparenté Conservateur | Port Curtis                |
| (2)  |                  | Arthur Macalister, CMG                                 | 1873                               | 8 Janvier 1874    | 5 Juin 1876       | 2 ans, 149 jours    | Indépendant            | Ipswich                    |
| 6    |                  | George Thorn                                           | —                                  | 5 Juin 1876       | 8 Mars 1877       | 276 jours           | Indépendant            | Ipswich                    |
| 7    |                  | John Douglas, CMG                                      | —                                  | 8 Mars 1877       | 21 Janvier 1879   | 1 an, 227 jours     | Indépendant            | Maryborough                |
| 8    |                  | Sir Thomas McIlwraith, KCMG                            | 1878                               | 21 Janvier 1879   | 13 Novembre 1883  | 4 ans, 296 jours    | Conservateur           | Mulgrave                   |
| 9    |                  | Sir Samuel Griffith, KCMG, QC                          | 1883                               | 13 Novembre 1883  | 13 Juin 1888      | 4 ans, 213 jours    | Libéral                | Brisbane Nord              |
| (8)  |                  | Sir Thomas McIlwraith, KCMG                            | —                                  | 13 Juin 1888      | 30 Novembre 1888  | 170 jours           | Conservateur           | Brisbane Nord              |
| 10   |                  | Boyd Dunlop Morehead                                   | 1888                               | 30 Novembre 1888  | 12 Aout 1890      | 1 an, 255 jours     | Conservateur           | Balonne                    |
| (9)  |                  | Sir Samuel Griffith, KCMG, QC                          | —                                  | 12 Aout 1890      | 27 Mars 1893      | 2 ans, 227 jours    | Libéral                | Brisbane Nord              |
| (8)  |                  | Sir Thomas McIlwraith, KCMG                            | 1893                               | 27 Mars 1893      | 27 Octobre 1893   | 214 jours           | Conservateur           | Brisbane Nord              |
| 11   |                  | Sir Hugh Nelson, KCMG                                  | 1896                               | 27 Octobre 1893   | 13 Avril 1898     | 4 ans, 168 jours    | Continuous Ministry    | Murilla                    |
| 12   |                  | Thomas Joseph Byrnes                                   | —                                  | 13 Avril 1898     | 1 Octobre 1898    | 171 jours           | Continuous Ministry    | Warwick                    |
| 13   |                  | James Dickson                                          | 1899                               | 1 Octobre 1898    | 1 Décembre 1899   | 1 an, 61 jours      | Continuous Ministry    | Bulimba                    |
| 14   |                  | Anderson Dawson                                        | —                                  | 1 Décembre 1899   | 7 Décembre 1899   | 6 jours             | Travailliste           | Charters Towers            |
| 15   |                  | Robert Philp                                           | 1902                               | 7 Décembre 1899   | 17 Septembre 1903 | 3 ans, 284 jours    | Continuous Ministry    | Townsville                 |
| 16   |                  | Arthur Morgan                                          | 1904                               | 17 Septembre 1903 | 19 Janvier 1906   | 2 ans, 124 jours    | Libéral                | Warwick                    |
| 17   |                  | William Kidston                                        | 1907                               | 19 Janvier1906    | 19 Novembre 1907  | 1 an, 304 jours     | Travailliste           | Brisbane Sud               |
| (17) | Kidstonite       | William Kidston                                        | 1907                               | 19 Janvier1906    | 19 Novembre 1907  | 1 an, 304 jours     |                        | Brisbane Sud               |
| (15) |                  | Robert Philp                                           | —                                  | 19 Novembre 1907  | 18 Février 1908   | 91 jours            | Conservateur           | Townsville                 |
| (17) |                  | William Kidston                                        | 1908 1909                          | 18 Février 1908   | 7 Février 1911    | 2 ans, 355 jours    | Kidston; Libéral       | Rockhampton                |
| 18   |                  | Digby Denham                                           | 1912                               | 7 Février 1911    | 1 Juin 1915       | 4 ans, 114 jours    | Libéral                | Oxley                      |
| 19   |                  | T. J. Ryan, KC                                         | 11915 1918                         | 1 Juin 1915       | 22 Octobre 1919   | 4 ans, 143 jours    | Travailliste           | Barcoo                     |
| 20   |                  | Ted Theodore                                           | 1920 1923                          | 22 Octobre 1919   | 26 Février 1925   | 5 ans, 127 jours    | Travailliste           | Chillagoe                  |
| 21   |                  | William Gillies                                        | —                                  | 26 Février 1925   | 22 Octobre 1925   | 238 jours           | Travailliste           | Eacham                     |
| 22   |                  | William McCormack                                      | 1926                               | 22 Octobre 1925   | 21 Mai 1929       | 3 ans, 211 jours    | Travailliste           | Cairns                     |
| 23   |                  | Arthur Edward Moore                                    | 1929                               | 21 Mai 1929       | 17 Juin 1932      | 3 ans, 27 jours     | National               | Aubigny                    |
| 24   |                  | William Forgan Smith                                   | 1932 1935 1938 1941                | 17 Juin 1932      | 16 Septembre 1942 | 10 ans, 91 jours    | Travailliste           | Mackay                     |
| 25   |                  | Frank Arthur Cooper                                    | 1944                               | 16 Septembre 1942 | 7 Mars 1946       | 3 ans, 172 jours    | Travailliste           | Bremer                     |
| 26   |                  | Ned Hanlon                                             | 1947 1950                          | 7 Mars 1946       | 17 Janvier 1952   | 5 ans, 316 jours    | Travailliste           | Ithaca                     |
| 27   |                  | Vince Gair                                             | 1953 1956                          | 17 January 1952   | 12 August 1957    | 5 ans, 207 jours    | Travailliste           | Brisbane Sud               |
| (27) | Travailliste     | Vince Gair                                             | 1953 1956                          | 17 January 1952   | 12 August 1957    | 5 ans, 207 jours    |                        | Brisbane Sud               |
| 28   |                  | Frank Nicklin, MM                                      | 1957 1960 1963 1966                | 12 Aout 1957      | 17 Janvier 1968   | 10 ans, 158 jours   | National               | Landsborough               |
| 29   |                  | Jack Pizzey                                            | —                                  | 17 Janvier 1968   | 1 Aout 1968       | 197 jours           | National               | Isis                       |
| 30   |                  | Gordon Chalk                                           | —                                  | 1 Aout 1968       | 8 Aout 1968       | 7 jours             | Libéral                | Lockyer                    |
| 31   |                  | Sir Joh Bjelke-Petersen, KCMG (Fait Chevalier en 1984) | 1969 1972 1974 1977 1980 1983 1986 | 8 Aout 1968       | 1 Décembre 1987   | 19 ans, 115 jours   | National               | Barambah                   |
| 32   |                  | Mike Ahern                                             | —                                  | 1 Décembre 1987   | 25 Septembre 1989 | 1 an, 298 jours     | National               | Landsborough               |
| 33   |                  | Russell Cooper                                         | —                                  | 25 Septembre 1989 | 7 Décembre 1989   | 84 jours            | National               | Roma                       |
| 34   |                  | Wayne Goss                                             | 1989 1992 1995                     | 7 Décembre 1989   | 19 Février 1996   | 6 ans, 74 jours     | Travailliste           | Logan                      |
| 35   |                  | Rob Borbidge                                           | —                                  | 19 Février 1996   | 20 Juin 1998      | 2 ans, 121 jours    | National               | Surfers Paradise           |
| 36   |                  | Peter Beattie                                          | 1998 2001 2004 2006                | 20 Juin 1998      | 13 Septembre 2007 | 9 ans, 85 jours     | Travailliste           | Brisbane Central           |
| 37   |                  | Anna Bligh                                             | 2009                               | 13 Septembre 2007 | 26 Mars 2012      | 4 ans, 195 jours    | Travailliste           | Brisbane Sud               |
| 38   |                  | Campbell Newman                                        | 2012                               | 26 Mars 2012      | 14 Février 2015   | 2 ans, 325 jours    | Libéral national       | Ashgrove                   |
| 39   |                  | Annastacia Palaszczuk                                  | 2015 2017 2020                     | 14 février 2015   | 15 décembre 2023  | 8 ans et 10 mois    | Travailliste           | Inala                      |
| 40   |                  | Steven Miles                                           | —                                  | 15 décembre 2023  | 28 octobre 2024   | 10 mois et 13 jours | Travailliste           | Murrumba                   |
| 41   | David Crisafulli | David Crisafulli                                       | 2024                               | 28 octobre 2024   | en fonction       | 4 mois et 25 jours  | Libéral national       | Broadwater                 |